# 蒙比茹宫

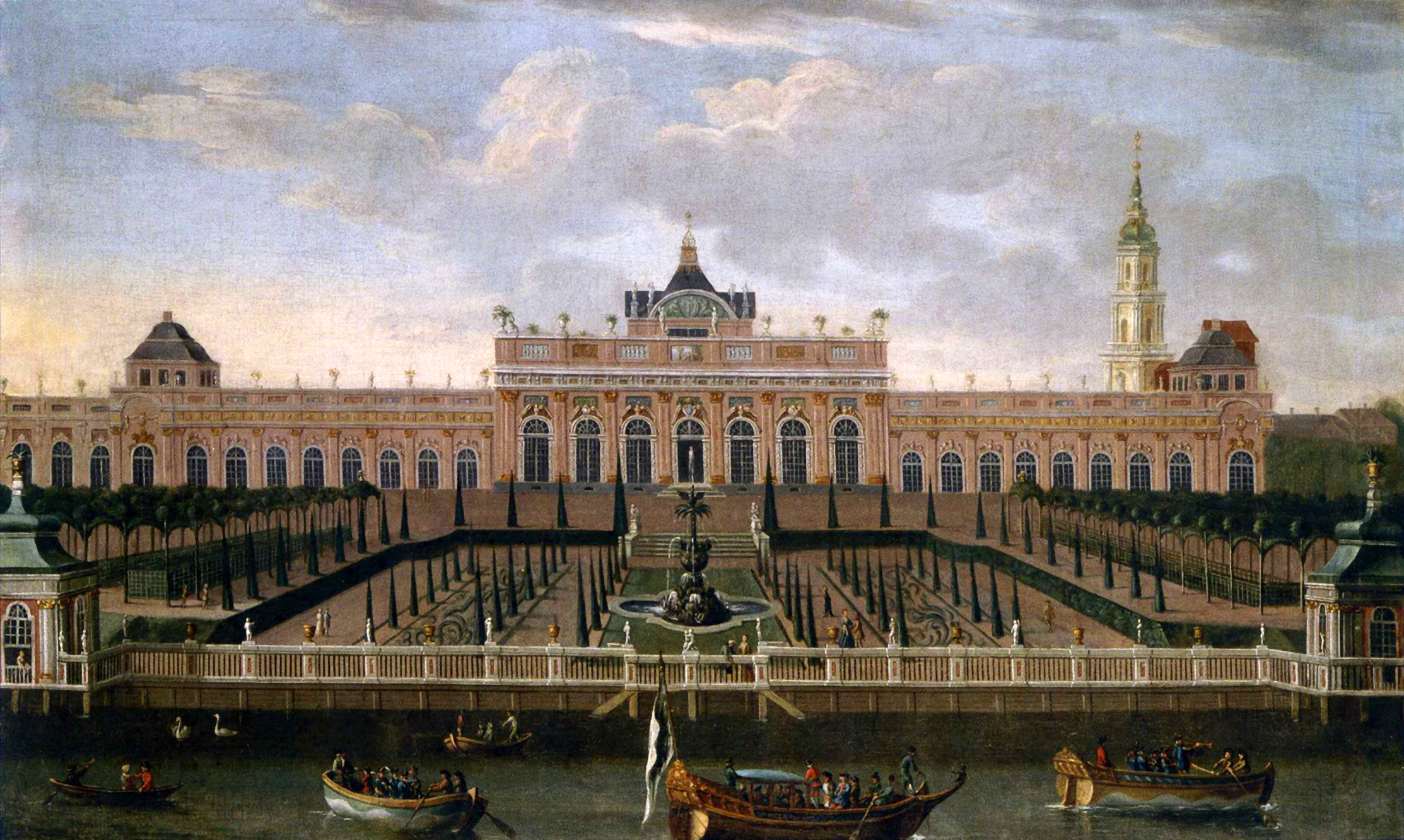

蒙比茹宮（德語：Schloss Monbijou；Monbijou来自法语，发音为[mɔ̃ˈbiˈʒuː]，意为“我的首饰”）是曾位於德國首都柏林的一座洛可可式宮殿建築。

## 历史
蒙比茹宮於1649年下令修建，之後經歷過多次擴建。二戰期間蒙比茹宮遭到嚴重毀壞，遺址在1959年被夷為平地，並未重建。現在蒙比茹宮原址改為蒙比茹公园。

## 外部連結
- Website about Monbijou （页面存档备份，存于） (de)

52°31′23″N 13°23′49″E / 52.52306°N 13.39694°E